# Colle San Bernardo di Mendatica
Il colle San Bernardo di Mendatica (1262 m s.l.m.) è un valico delle Alpi liguri situato nella provincia di Imperia. Collega il colle di Nava con Monesi, Mendatica e il colle del Garezzo.

## Descrizione

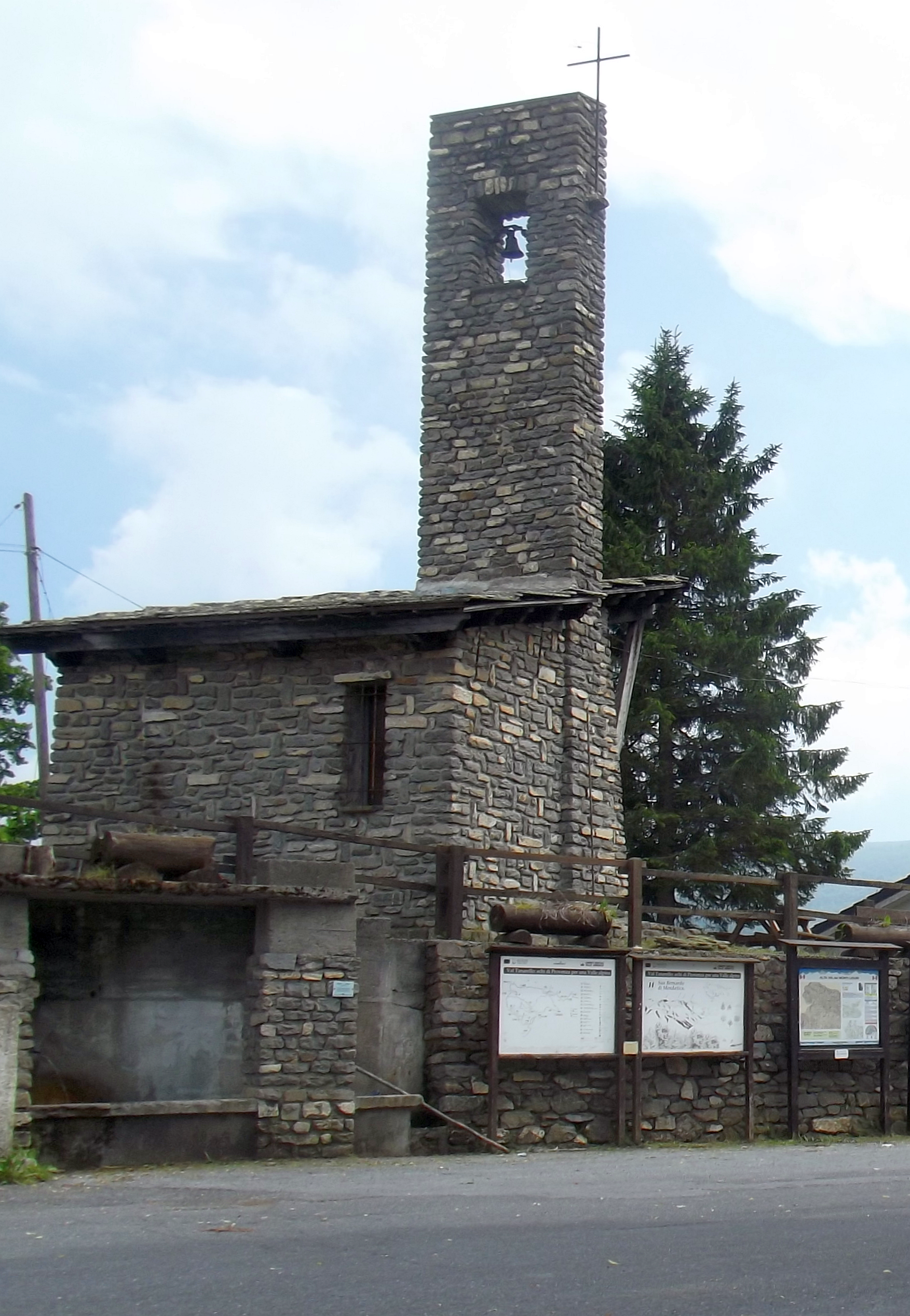
La chiesetta

Il valico è collocato sullo spartiacque della catena principale alpina e collega il bacino padano con quello del mar Ligure.
Amministrativamente è collocato in comune di Mendatica e, idrograficamente, divide le alte valli del Tanaro (a nord) e dell'Arroscia (a sud).
Attorno al punto di valico sorge un piccolo centro abitato principalmente dedicato al turismo il quale, oltre a varie case per vacanza, comprende una piccola chiesa e alcune strutture ricettive.

## Accesso
È raggiungibile con le SP n. 100 (che lo collega con Monesi a ovest e dal colle di Nava a est), 2 (per il colle del Garezzo) e 74 (per Mendatica). Il colle è anche un terminale di tappa dell'Alta Via dei Monti Liguri.